# Lawrence A. Hyland
Lawrence Alvison (Pat) Hyland (26 août 1897 - 24 novembre 1989) est un ingénieur électricien américain. Il est l'un des trois individus ayant fait des contributions majeures au développement du radar aux États-Unis, mais il est probablement plus connu comme l'homme qui a fait de Hughes Aircraft une des plus grandes sociétés technologiques du monde à partir du constructeur d'avion créé par intérêt personnel par Howard Hughes.

## Biographie

### Jeunesse
Hyland est né en Nouvelle-Écosse, Canada, mais sa famille a déménagé aux États-Unis en 1899 et il a grandi au Massachusetts. Il a fréquenté l'école secondaire à Melrose (Massachusetts) et pendant un certain temps, la faculté de droit de l'université de Boston. 
Il a servi dans l'armée américaine pendant la Première Guerre mondiale comme sergent dans l'artillerie de campagne, participant à cinq campagnes avec la deuxième division en France. Il a ensuite rejoint la US Navy et devint chef radio-opérateur de 1920 à 1926, période durant laquelle il participer au développement d'un système d'atterrissage à l'aveugle lorsque les plafonds bas et le brouillard limitaient ce que les pilotes pouvaient voir.

### Recherche
Bien qu'Hyland n'a jamais obtenu de diplôme en génie son expérience pratique lui a permis en redevenant civil en 1926 de joindre le US Naval Research Laboratory en tant qu'ingénieur radio sous les ordres d'Albert H. Taylor. Alors qu'il était à la NRL, il a d'abord démontré la réflexion des ondes radio par des aéronefs en 1930 et a également apporté d'autres contributions au développement du radar Doppler,. M. Hyland y obtint également des brevets sur des inventions qui permettaient aux pilotes de communiquer entre eux et avec le sol par radio, ainsi que pour déterminer leur altitude pendant les atterrissages à l'« aveugles ». Beaucoup de ses développements furent adoptés dans les systèmes électroniques d'avion standard.

### Administrateur
En 1932, Hyland fonda Radio Research Company, qui fusionna plus tard avec Bendix Corporation (en). Il est finalement devenu vice-président de la recherche et de l'ingénierie chez Bendix. En 1954, Hyland fut embauché comme vice-président et directeur général de Hughes Aircraft. Après la mort de Howard Hughes en 1976, il en deviendra le président et chef de la direction. Sous la direction de Hyland, Hughes Aircraft continua de se diversifier et de devenir extrêmement rentable. Entre autres réalisations, la société a développé de nombreux systèmes radar, systèmes électro-optiques, le premier laser de travail, des systèmes informatiques pour avions, des systèmes de missiles, des engins spatiaux et de nombreuses autres technologies avancées.
Hyland a pris sa retraite en 1984, mais il a maintenu un contact étroit avec la compagnie jusqu'à sa mort. Il est décédé le 24 novembre 1984 dans une banlieue de Los Angeles.

## Notoriété
Au cours de sa vie, Hyland a fréquemment conseillé le gouvernement américain à propos de la science et de la technologie. À diverses reprises, il fut consultant principal auprès du Comité consultatif scientifique du président des États-Unis, de la Commission de l'énergie atomique des États-Unis et de la Central Intelligence Agency. Il était membre du Conseil consultatif de l'industrie de la défense. M. Hyland a aussi servi au conseil d'administration du Harvey Mudd College (en) et du California Science Center.
Il reçut plusieurs honneurs et récompense, incluant, :
- 1950 - Prix de la Distinguished Public Services décerné par la US Navy pour ses contributions novatrices au radar ;
- 1954 - Deux doctorats honoris causa en ingénierie de l'Université technologique Lawrence ;
- 1955 - Nommé Fellow de l'Institut des ingénieurs électriques et électroniques (IEEE) ;
- 1957 - Prix IEEE Pioneer pour l'électronique aéronautique et de navigation ;
- 1967 - Trophée Collier pour l'atterrissage de Surveyor 1 ;
- 1967 - Médaille d'or de l'Association des communications et de l'électronique des forces armées pour services méritoires ;
- 1974 - Médaille des fondateurs de l'IEEE pour le leadership et la gestion dans le domaine de l'électronique.